# قسطنطين دراغاس
قسطنطين دراغاس (بالإنجليزية: Konstantin Dejanović)‏ (و. 1355 – 1395 م) هو عسكري صربي كان يحكم كبرى مقاطعات مقدونيا الشرقية تحت حكم الدولة العثمانية، خلال فترة سقوط الإمبراطورية الصربية وقد تولى الحكم خلفا لأخيه الأكبر يوفان دراغاس الذي كان يتبع الدولة العثمانية منذ معركة معركة ماريتسا عام 1371. قتل قسطنطين دراغاس خلال معركة روفين التي حدثت في 17 مايو 1395 حيث قاتل إلى جانب العثمانيين ضد الأفلاق.
لدى قسطنطين ابنة واحدة هيلينا دراجس تزوجت الإمبراطور البيزنطي مانويل الثاني.